# Andrés Avelino García Solano
Andrés Avelino García Solano (Montecristi, 13 de diciembre de 1900 - 18 de marzo de 1974) fue un filósofo, poeta, ingeniero, matemático y maestro dominicano.

## Biografía
Debutó en poesía con el poema Irrupción, de 1916. Este tenía un carácter político, en oposición a la ocupación estadounidense de la República Dominicana.
Fue uno de los creadores del postumismo, junto con Domingo Moreno Jimenes y Rafael Augusto Zorrilla. Le dio nombre y lo dotó de su base teórica e ideológica al publicar, en 1921, el Manifiesto Postumista. Al dejar de lado este movimiento, cultivó un tipo de poesía a la que reclamó como metafísica. Su poema Cantos a mi muerte viva fue elogiado por poetas extranjeros.
Se dedicó a diferentes áreas del conocimiento, siendo desde 1936 catedrático en la Universidad de Santo Domingo, en la que impartió Geometría Analítica Infinitesimal, Ecuaciones Diferenciales, Lógica, Teoría del Conocimiento y Ética. Como profesor honorario dictó cátedras en diversas universidades americanas. Fue miembro de la Academia de Ciencias y de la Academia Dominicana de la Lengua, y además presidente del Instituto Dominicano de Ciencias Matemáticas Puras.
Dentro de sus obras están Fantaseos, Panfleto postumista, Raíz enésima del postumismo

## Obras

### Filosofía
- Metafísica Categorial (1940)
- Esencia y Existencia del Ser y la Nada (1944)
- Una Letra a Maritain (1945)
- La filosofía del conocimiento (1950)
- El problema antinómico de la Fundamentación de una Lógica Pura (1951)
- Los Problemas Antinómicos de la Esencia de lo Ético (1971)

### Poesía
- Manifiesto postumista (1921)
- Fantaseos
- Raíz enésima del postumismo